# Fly (песня Nickelback)
Fly — дебютный сингл канадской альтернативной рок-группы Nickelback, записанный в 1996 году в формате airplay. Впервые появился в пилотном альбоме Hesher, затем в первом официальном альбоме группы — Curb . На физических носителях релиз не производился.

## Видео
К синглу было снято дебютное видео коллектива, выпущенное 13 июля 1996 года. В видео использованы фрагменты концертной записи Nickelback.
Канадский телеканал Much Music был единственным, кто транслировал этот клип после его официального релиза.